# Beaumes-de-Venise
Beaumes-de-Venise är en kommun i departementet Vaucluse i regionen Provence-Alpes-Côte d'Azur i sydöstra Frankrike. Kommunen ligger i kantonen Beaumes-de-Venise som tillhör arrondissementet Carpentras. År 2022 hade Beaumes-de-Venise 2 428 invånare.

## Befolkningsutveckling
Antalet invånare i kommunen Beaumes-de-Venise
| Referens: INSEE |